# Boutcha
Boutcha (en ukrainien : Буча) est une ville de l'oblast de Kiev, en Ukraine, et le centre administratif du raïon de Boutcha. En 2024, Bucha abritait plus de 90 % de sa population d'avant-guerre, qui s'élevait à environ 38 000 habitants. De plus, Bucha accueillait environ 8 000 réfugiés venus de l'est de l'Ukraine.

## Géographie
Boutcha est située à 25 km au nord-ouest du centre de Kiev et fait partie de son agglomération. La ville possède une gare et deux arrêts: Lisova Boutcha et la gare de Nemishayeve.

## Histoire
Boutcha a le statut de ville depuis le 1er janvier 2007. Elle dépendait auparavant de la ville d'Irpin. Boutcha possède une gare ferroviaire du XIXe siècle.
La principale activité économique de la ville est une verrerie, acquise en 2005 par le groupe grec Yioula Glassworks SA.

### Invasion par la Russie en 2022
La ville est prise par les forces armées russes lors de l'invasion de l'Ukraine par la Russie en 2022.
Le 1er avril 2022, le maire de la ville annonce que les forces ukrainiennes ont repris le contrôle de la ville la veille, à la suite du retrait des troupes russes au nord de Kiev. Le 2 avril, des centaines de cadavres de civils tués sont découverts dans les rues de Boutcha,. Le président ukrainien Volodymyr Zelensky qualifie les faits de « crimes de guerre » et de « génocide »,, ce que la Russie nie catégoriquement et accuse d'être « une mise en scène »,.

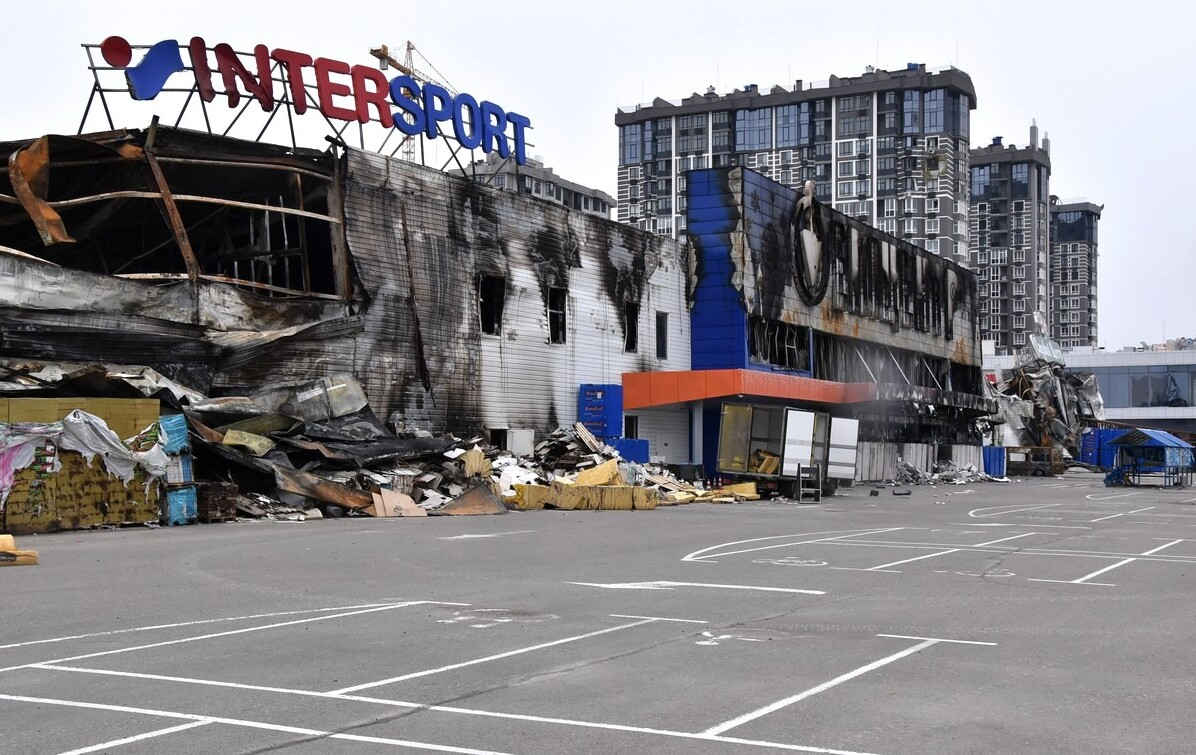
Habitations, Intersport et EpiCentre K en avril 2022.

Après le retrait des troupes russes, le chef militaire russe Azatbek Omourbekov est identifié possiblement comme le gradé responsable des atrocités commises sur place et surnommé « le boucher de Boutcha »,,.

## Population
Recensements (*) ou estimations de la population :
| 1923* | 1926* | 1959* | 1970*  | 1979*  | 1989*  |
| ----- | ----- | ----- | ------ | ------ | ------ |
| 1 141 | 1 258 | 6 884 | 19 392 | 23 528 | 26 115 |

| 2001*  | 2011   | 2012   | 2013   | 2014   | 2015   |
| ------ | ------ | ------ | ------ | ------ | ------ |
| 28 533 | 27 460 | 27 909 | 28 483 | 29 805 | 31 073 |

| 2016   | 2017   | 2018   | 2019   | 2020   | 2021   |
| ------ | ------ | ------ | ------ | ------ | ------ |
| 31 826 | 31 959 | 33 868 | 35 162 | 36 284 | 36 971 |

## Jumelages
- Kovel (Ukraine)
- Tiatchiv (Ukraine)
- Tuszyn (Pologne)
- Jasło (Pologne)

## Culture et patrimoine

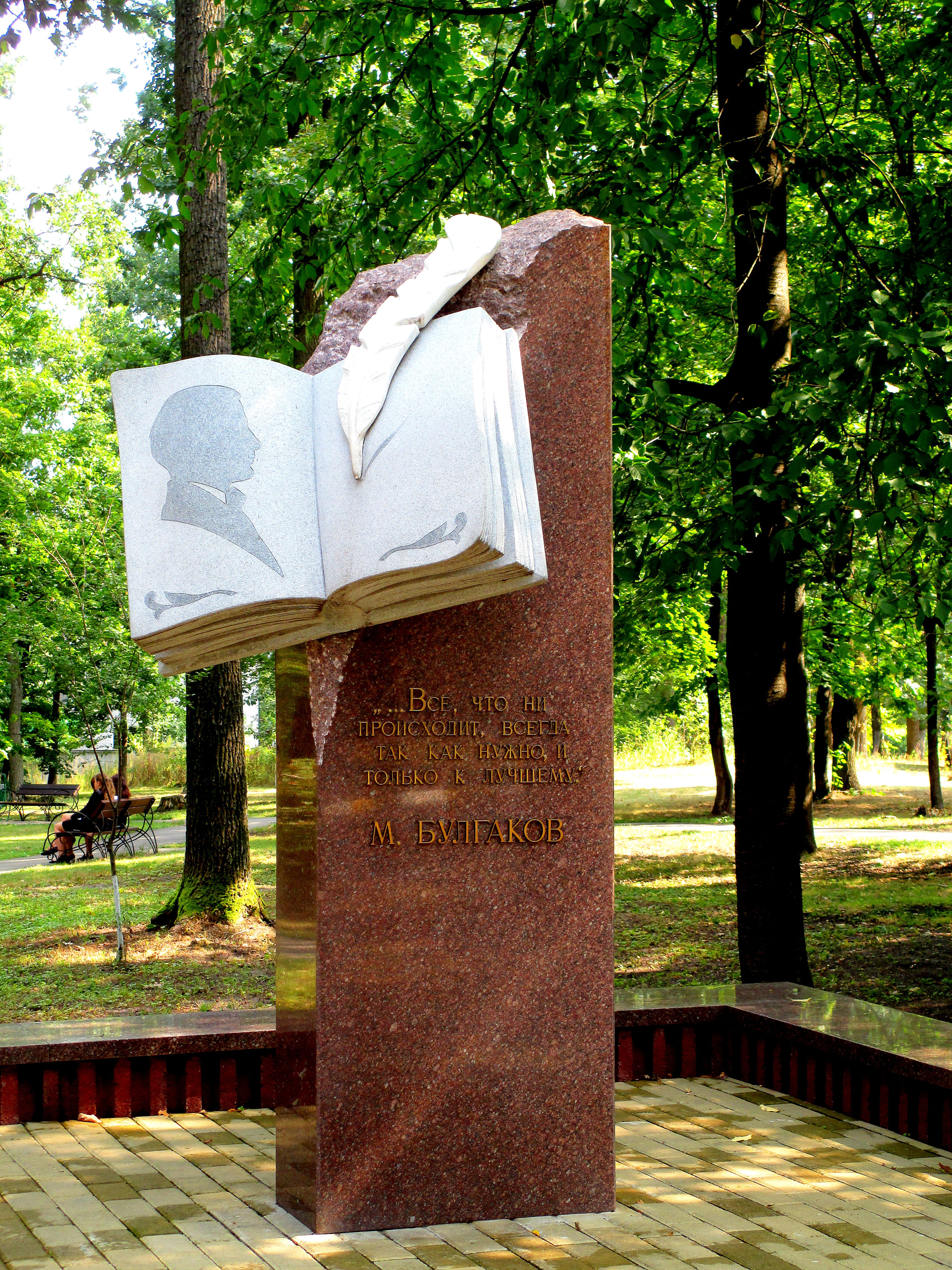
Monument à Mikhaïl Boulgakov.
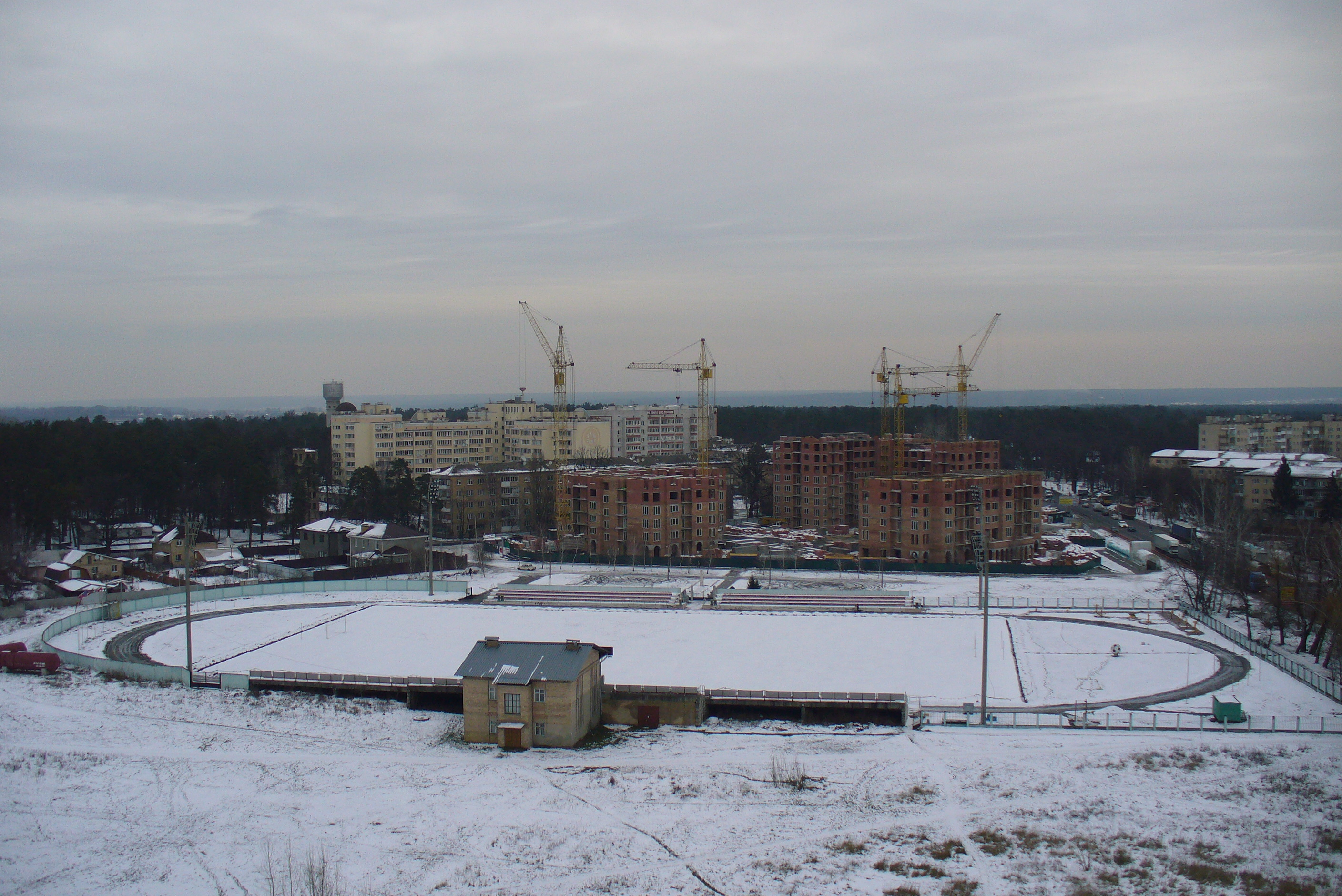
Stade Youvileniï.
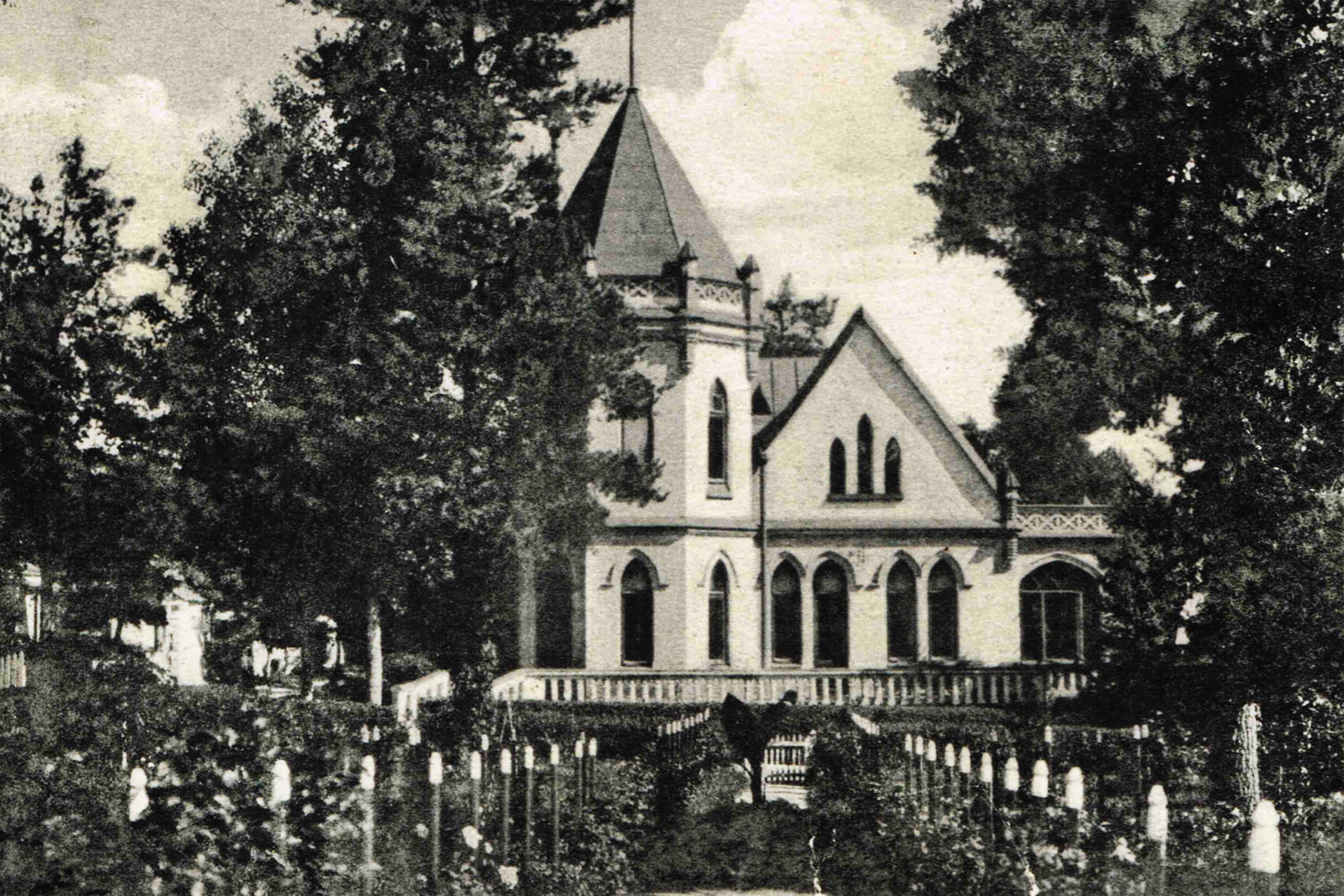
Ancienne datcha Sokolov, bibliothèque scolaire.

Le domaine de Stamm et un monument en l'honneur de Mikhaïl Boulgakov sont classés au registre national des monuments d'Ukraine.

## Personnalité
- Mikhaïl Boulgakov (1891-1940), écrivain russe d'origine ukrainienne, passa ses étés dans la datcha familiale de Boutcha à partir de 1901.